# Fonteinbrug (Mechelen)
De Fonteinbrug is een boogbrug over de Dijle aan het einde van de Bruul in Mechelen. De brug bestaat uit twee overspanningen uit metselwerk en een middenoverspanning in metalen liggers.
Andere historische bruggen over de Dijle in het centrum van Mechelen zijn de Hoogbrug en de Kraanbrug.

## Geschiedenis
In 1371 werd de houten brug die zich hier bevond, vervangen door een gotische boogbrug met drie spitsbogen en voorzien van kantelen. Aan de oostkant was er een vierde boog over een zijarm van de Dijle die naar de Melaan liep. Deze brug werd de Nieuwe Brugghe genoemd. In 1595 werd er op de middenboog een verguld houten Christusbeeld geplaatst. In 1728-1732 werden de stenen kantelen vervangen door ijzeren leuningen. In 1820 verdween de middenboog en werd vervangen door metalen liggers.

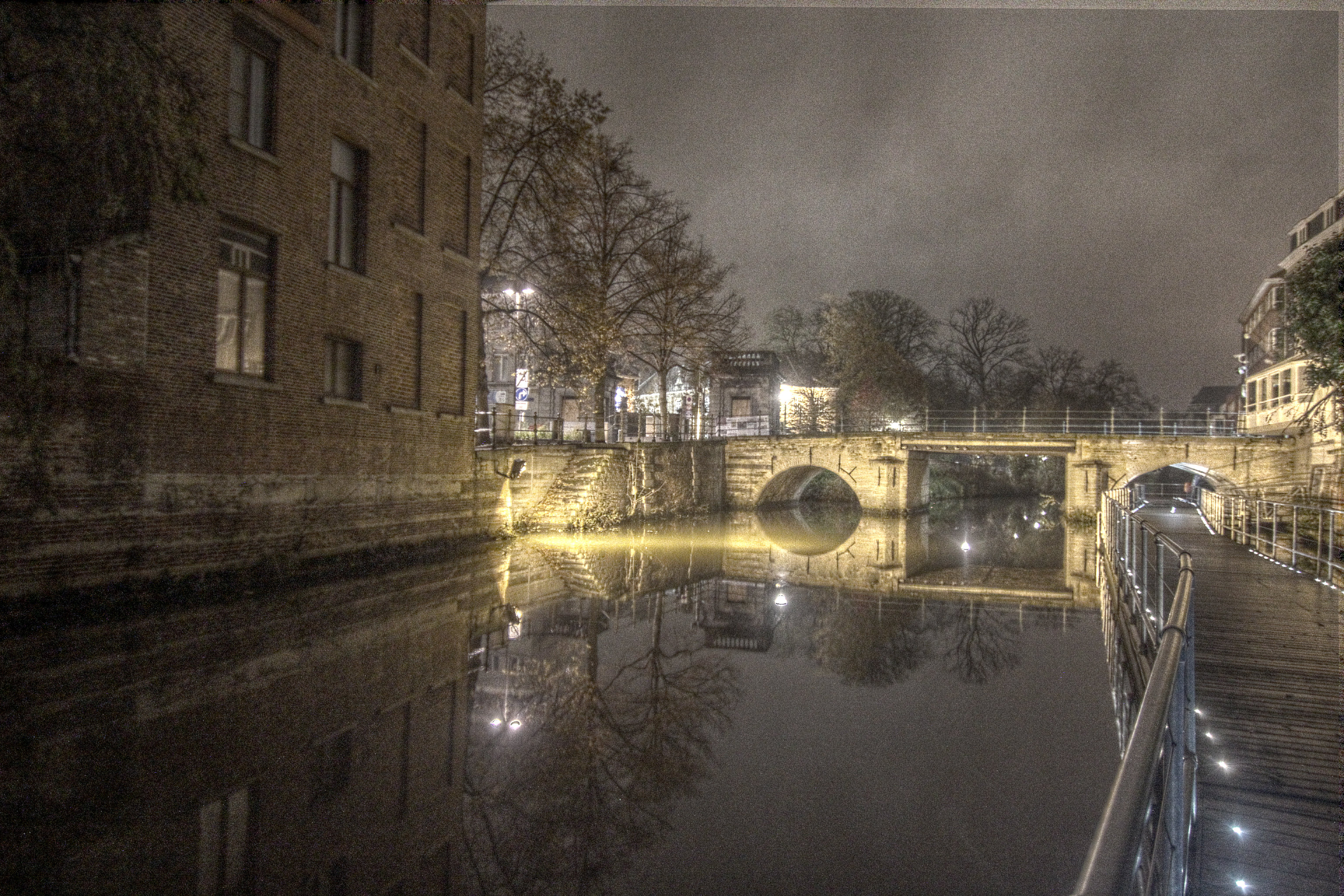
De Fonteinbrug, november 2014

Battelbrug · Colomabrug · Fonteinbrug · Heffenbrug · Hoogbrug · Katelijnepoortbrug · Koepoortbrug · Kraanbrug · Minderbroedersbrug · Nekkerspoelbrug · Plaisancebrug · Roostenbergbrug · Van Kesbeeckbrug · Walembrug · Winketbrug · Withuisbrug · Zennegatsluisbrug